# Doris Daou
Doris Daou (1964) es una astrónoma estadounidense, libanesa de nacimiento, que trabaja para la NASA en educación y divulgación pública. Es Directora Asociada del Instituto de Ciencia Lunar de la NASA y el contacto del programa de la NASA "Pequeñas misiones innovadoras para la exploración planetaria (SIMPLEx)".

## Primeros años y educación
La familia de Daou huyó del Líbano devastado por la guerra cuando era una niña y se establecieron en Canadá. Daou acudió a la Universidad de Montreal en Quebec, donde estudió los parámetros atmosféricos de las estrellas variables. Tiene un Grado en Física y Matemáticas, así como una Máster en Astronomía y Astrofísica.

## Carrera
Luego se mudó a Baltimore, Maryland, en los Estados Unidos de América, donde pasó nueve años trabajando en el telescopio espacial Hubble. En 1999, Daou se trasladó al equipo que se prepara para lanzar el telescopio espacial Spitzer, donde trabajó en educación y divulgación pública y ayudó a fundar el Programa de Investigación para Docentes y Estudiantes del Telescopio Espacial Spitzer. Se unió a la Sede de la NASA en 2006 y ha servido a su institución en una variedad de roles, entre ellos: Oficial de Programas de Educación y Divulgación Pública, Directora de Educación y Divulgación Pública en el Centro de Investigación Ames, Directora Asociada del Instituto del Centro de Investigación Ames, y ha participado activamente en los programas de becas de la NASA. A partir de 2018, continúa su trabajo como astrónoma en la sede de la NASA en Washington D. C. y es Científica Principal, Oficial de Programas y Jefa de Personal para el director de la División de Ciencias Planetarias en la Dirección de Misiones Científicas (2014-presente).
Ha trabajado como especialista en divulgación y educación en el Centro de Investigación Ames y para los programas de becas de la NASA. Desde 2012 hasta 2018, Daou fue asociada de comisiones para la Unión Astronómica Internacional, y ha participado en las siguientes comisiones:
- "55 Comunicando Astronomía con el Público (2012-2015)
- 55 Conferencias WG CAP (hasta 2015)
- Conferencias C2 WG CAP (2015-2018)
- 55 WG Divulgación, Profesionalización & Acreditación (hasta 2015)
- Profesionalización y Acreditación (2015-2018)
- 55 WG Washington Charter para CAP (hasta 2015) " [14]

Ella es la creadora y productora del vídeo podcast Ask an Astronomer. Sus intereses de investigación incluyen: la astronomía observacional, la astrofísica y la astronomía, así como los sistemas solares, los exoplanetas y las asociaciones internacionales. Ella publica activamente en revistas científicas. En 2008, fue coautora de Touch the Invisible Sky, libro escrito en braille .

## Publicaciones seleccionadas
Daou, D. et al. (1990) Estudios espectroscópicos y parámetros atmosféricos de estrellas pulsantes de enana blanca (zz-ceti), Astrophys. J. 364(1), 242-250. DOI: 10.1086/169407
Daou, D. (1998) Fondo térmico puntiagudo NICMOS: resultados de datos en órbita, Scientific and Technical Aerospace Reports (STAR). 36.
Daou, D. (2009). Iniciativas de educación y divulgación pública de la Administración Nacional de Aeronáutica y del Espacio, Proceedings of the International Astronomical Union. S260(5). DOI:10.1017/S1743921311003590